# Ludger Uckermann
Ludger Uckermann (* 1977) ist ein ehemaliger deutscher Footballspieler.

## Laufbahn
Mit Ausnahme der Saison 2009 stand Uckermann von 1996 bis 2010 im Kader der Braunschweig Lions. Im Juni 2005 zog er sich einen Kreuzbandriss zu. Der 1,88 Meter große Spieler der Offensive Line gewann mit Braunschweig 1997, 1998, 1999, 2005, 2006, 2007 und 2008 die deutsche Meisterschaft. Vizemeister wurde er mit der Mannschaft in den Jahren 2000, 2001, 2002, 2003 und 2004. Siege im Eurobowl gelangen Uckermann mit den Braunschweigern 1999 sowie 2003.
Er spielte bei der Weltmeisterschaft 2003 für die deutsche Nationalmannschaft und erreichte mit ihr den dritten Rang.